# Весенняя любовь
«Весе́нняя любо́вь» — задуманное, но ненаписанное произведение русского писателя XIX века Фёдора Михайловича Достоевского. Замысел произведения возник у писателя в 1859—1860 годах, во время возвращения из ссылки в Сибирь. В его основу лёг как реальный биографический материал, так и размышления Достоевского на тему психологии любовного соперничества и эмансипации женщины.
В сохранившихся набросках представлено несколько достаточно подробных вариантов развития задумки. Главными героями произведения должны были стать Князь, Литератор, Девочка и Чиновник; при этом некоторые характеры по мере работы над замыслом меняются практически на противоположные. Сюжет произведения строился вокруг сложных отношений дружбы и соперничества главных героев, которые и становятся основным приёмом Фёдора Михайловича. Замысел перекликается с другими замыслами и произведениями Достоевского.

## Возникновение и развитие замысла
Замысел произведения возник у Достоевского в результате размышлений над одной из проблем, усиленно обсуждавшейся в русской публицистике конца 1850-х годов, — проблемой эмансипации женщины, возможностью уравнения её в правах с мужчиной. Известные наброски задуманного произведения относятся ко второй половине 1859 года — началу 1860 года и были записаны в разное время. Основную работу писатель запланировал на 1860 год. Изначально на странице черновика стояла дата «23 июня», когда предположительно возникла первоначальная идея, но позже Достоевский переделал её на «23 ноября», когда добавил основную часть замысла. Из переклички замысла с «Дворянским гнездом» Тургенева, о прочтении которого Достоевский упомянул 9 мая 1859 года, исследователи творчества Достоевского делают вывод, что ранее содержательных записей по этому замыслу писатель не делал.
К 1857 году из-за ссылки в Сибирь в литературной деятельности Достоевского образовался восьмилетний перерыв. Чтобы заработать денег и вернуться к публикациям в журналах, Достоевский из накопленного материала и замыслов к середине 1859 года заканчивает и отсылает в Петербург две повести: «Дядюшкин сон» для «Русского слова» и «Село Степанчиково и его обитатели» для «Русского вестника». Летом 1859 года ему уже разрешили покинуть Семипалатинск и переехать в Тверь. Подготовка к отъезду в мае-июне, предположительно, и помешала развитию замысла про героиню «без своих слов». Литературные и жизненные перспективы казались Достоевскому обнадёживающими: прощение и восстановление в правах, множество новых замыслов и два договора на публикацию. Путешествие с востока на запад заняло полтора месяца: погода хорошая, задержек с лошадьми не было, в Омске он встретился со старыми знакомыми, посетил Тюмень, Екатеринбург, Казань, ярмарку Нижнего Новгорода, во Владимире встретился с семипалатинским знакомым «превосходнейшим, благороднейшим» Михаилом Хоментовским, впервые за долгие годы посетил Троице-Сергиеву лавру и в конце августа встретился с братом. Всю осень Достоевский провёл в Твери, где за четыре месяца у писателя возникло несколько «летучих замыслов, которые вспыхивали в сознании, сталкивались друг с другом, но оставались невоплощёнными», среди которых роман со «страстным элементом», «роман-исповедь» в трёх частях, роман о человеке, «которого высекли». Здесь же писатель наконец-то вернулся к разработке планов «Весенней любви».
В замысле Достоевского для создания исходной ситуации использовался реальный биографический материал, «психологическая коллизия — сложные отношения дружбы и соперничества» самого Достоевского и барона Александра Егоровича Врангеля. Дальнейшее развитие идеи о любовном соперничестве и поиски вариантов сюжета уже являются «самостоятельной разработкой психологической проблематики, в это время привлекшей внимание писателя». На неё в некоторой степени повлияли как впечатления от «Дворянского гнезда» Тургенева, так и последовавшая разнообразная критика романа, среди которой особенно выделялась статья Павла Васильевича Анненкова «Наше общество в „Дворянском гнезде“ Тургенева». Само название замысла — «Весенняя любовь» — восходит именно к этой статье. Также из неё писатель мог почерпнуть идею «столкновения чистой душою и сердцем девушки с низкими побуждениями и фальшивыми речами».
Изначально произведение задумывалось как отдельная повесть, либо начало романа. В наброске было представлено несколько достаточно подробных вариантов развития задумки. Первые сведения о замысле были опубликованы советским литературоведом Николаем Леонтьевичем Бродским в 1922 году в 11 номере газеты «Московский понедельник».

## Персонажи
Главными героями произведения должны были стать Князь, Литератор, Девочка и Чиновник. К моменту возникновения замысла Достоевский ещё полноценно не продумал характеры; некоторые из них по мере развития черновых набросков меняются почти на противоположные.

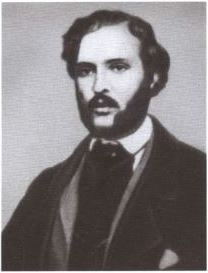
Барон Врангель — вероятный прототип Князя

Изначально Князь задумывался писателем как подлый персонаж, объединяющий в себе черты классического Дон Жуана и гоголевского Хлестакова. Литератор же, напротив, должен был выступить в роли благородного рыцаря, но уже во втором варианте черновиков также оказывается подлецом. При этом если Князь представлен читателю просто бесхарактерным человеком, «слабым сердцем», то Литератор здесь уже «злодей-мститель с болезненным самолюбием». В первом варианте замысла Князь лишь подло поступает с девочкой-невестой, но к третьему варианту развязка ситуации резко меняется, и он «женится на обольщённой девочке». Его образ ненадолго перестаёт быть слабохарактерным, хотя в следующем варианте черновика эта черта возвращается и усиливается склонностью к подлости и низким поступкам. Литератор к последнему варианту меняется окончательно: из благородного рыцаря он превращается в безнравственного Дон Жуана и подлеца.
Исследователи отметили некоторую автобиографичность в замысле. Достоевский планировал рассказать о «семипалатинских мучениях», а прототипами главных персонажей, Князя и Литератора, с их сложными отношениями дружбы и соперничества с некоторой долей вероятности можно считать самого Достоевского и барона Александра Егоровича Врангеля. Хотя среди реальных событий и наблюдений Достоевского исследователи подобной ситуации не обнаружили.
Главная героиня замысла, «девочка-невеста без своих слов», «робкая эмансипе» и невеста чиновника, с которой подло поступает Князь, рассматривалась исследователями творчества Достоевского, как аналог тургеневской девушки Елизаветы Калитиной из романа «Дворянское гнездо». По мнению Марины Загидуллиной, данное сравнение несколько натянуто, а героиня представляет собой «условие эксперимента» Князя и Литератора, противопоставление «дружбы-соперничества» которых и становится основным приёмом Фёдора Михайловича. Во всех четырёх вариантах черновиков прослеживается постоянство её образа — «наивность, робость и одновременно способность на отчаянные поступки». По мере изменения замысла она оказывается соблазнённой либо Князем, либо Литератором, либо последовательно обоими персонажами.
Четвёртый персонаж замысла — «безобразный Чиновник», который в первом варианте черновика совсем не действует. Во втором варианте замысла образ должен был немного раскрыться, когда Чиновник приходит объясняться с Князем, обольстившим его невесту. К последнему варианту черновика роль Чиновника окончательно проясняется: он берёт взятку с Князя, чтобы «прикрыть грех» последнего.

## Сюжет
Сцена капитальная: где он предлагает ей руку, а она как дитя плачет и говорит: «Я не гожусь, я не достойна». Но князь возвышает её, сказал ей несколько горячих и убедительных слов, и она, будучи унижена князем, понимает это всё и гордится князем и открывает ему, что она сама это думала, но не смела сказать, и всё это тут <?> дать <?>.
Знатный и богатый Князь во время путешествия в компании будущего писателя, Литератора, соглашается остановиться на время в маленьком родном городке последнего. «Князь производит фурор» в местном подобострастном обществе, и в него влюбляется местная «девочка, невеста <…> безобразного чиновника», которая «заходит к нему и без возражений отдаётся ему». После чего она в письме просит жениться на ней, объясняя, что не хочет замуж за чиновника, либо наоборот, боится попросить о подобном, понимая их неравное положение в обществе. Узнавший об этом Литератор женится на ней.
Во другом варианте замысла Князь и Литератор уже изначально «ненавидят друг друга, а на деле они даже сами себя уверяют, что друзья». Князь, ставший более бесхарактерным, немного влюбляется в местную девочку, которая боится его высокого положения и поэтому не выбирает его. Оказавшийся в этом варианте замысла подлецом, Литератор ведёт переписку с ней, уговаривая бросить чиновника, убеждая её в том, что князь пустой, и предлагая себя. В результате он «первый имел её, <…> злорадно отмстил красавчику князю и прямо объявил князю» об этом. В негодовании Князь сначала умоляет Литератора жениться, а потом сам «горячится, хочет жениться <…> имеет её, пугается скандала и уезжает». Князь и Литератор покидают город вместе. На станции Князь даёт Литератору пощёчину, после чего они расстаются.
Как вариант Достоевский рассматривал возможность того, что Князь в итоге женится на Девочке-невесте: «Ведь женился же прошлого года граф К. на бог знает ком». Также в четвёртом варианте замысла Литератор мог солгать о своих отношениях с Девочкой, которая оставалась невинной.

## Перекличка с другими произведениями
Чиновник, объясняющий и берущий с князя взятку, на вопрос князя: «Да ведь она не выйдет за вас» — говорит: «Выйдет-с. Всё шито-крыто будет, не посмеет не выйти, отец (бешено строгий), мать, оскорбленье семье… нельзя-с, не выдержит. Ну, а обо мне не беспокойтесь. Она будет доброй женой. Женясь, я тотчас же приму необходимые меры, — не беспокойтесь, — самые благоразумные меры (?)».
Своей автобиографичностью и рассказом о «семипалатинских мучениях» данный замысел Достоевского перекликается с более поздней повестью «Вечный муж», а также неосуществлённым замыслом «Мысль на лету. В губернский город приезжает фельдмаршал…». Также семипалатинская тема связывает данный замысел с ещё одним ненаписанным произведением Достоевского — «Большой роман». Переработанная основа замысла попала в роман «Униженные и оскорблённые».
Образ главной героини, по мнению исследователей творчества Достоевского, перекликается с образом тургеневской девушки Елизаветы Калитиной из романа Ивана Сергеевича Тургенева «Дворянское гнездо». Сама Лиза говорит про отсутствие слов: «А я так думала, что у меня, как у моей горничной Насти, своих слов нету». Позже это подчёркивает и Тургенев: «…у ней не было „своих слов“, но были свои мысли, и шла она своей дорогой».
Образ Чиновника с его заверениями о принятии «самых благоразумных мер» после свадьбы перекликается с образом Петра Александровича из «Неточки Незвановой» и Петром Петровичем Лужиным из «Преступления и наказания». С замыслом «Весенней любви» частично связаны характеры Алёши и Вани из романа «Униженные и оскорблённые», сцена объяснения Настасьи Филипповны с князем из романа «Идиот», образ Лизы Тушиной из романа «Бесы».